# Школа села Трьох Річок
Школа села Три річки (англ. Three Rivers Village School, скорочено TRVS) — приватна садберійська школа в Піттсбурзі, Пенсильванія для учнів від дитячого садка до дванадцятого класу, що була відкрита у 2013 році. Станом на осінь 2014 року у ній навчається близько 25 учнів.
Школа наголошує на довірі до своїх учнів, відповідальності та вдумливості, а також, замість ієрархії та стандартизованого тестування, які застосовуються в традиційних школах, прагне розвивати спільноту рівних людей, керовану демократичними цінностями.
Сам же шкільний персонал та опікунська рада сприяють розвитку культури, що кидає виклик расизму та іншим формам інституційного та міжособистісного гноблення.

## Зручності
Школа села Три річки пропонує гнучку вартість навчання для сімей з різним економічним становищем.
А у школі учням доступні:
- книги
- комп'ютери
- музичні інструменти
- кухня
- приладдя для мистецтва
- іграшки
- відкритий простір
- та екскурсії за межами закладу

## Модель
Школа села Три річки працює за садберійською моделлю, де учні несуть повну відповідальність за свою освіту, а школа управляється прямою демократією, де учні та персонал мають один рівний голос.

### Навчання
Учні вільні від обов'язкової навчальної програми та обов'язкового академічного тестування і натомість можуть проводити свій час, як їм заманеться, за умови, що вони дотримуються правил, визначених шкільними зборами.
Школа не розділяє учнів за віком чи здібностями, натомість учні можуть вільно об'єднуватися з іншими дітьми, щоби вчитися одне в одного.
Працівники шкільного персоналу керують шкільною будівлею та фінансами, полегшують студентам доступ до ресурсів, є прикладом зрілої самореалізованої особи та відповідальности в житті громади, а також закріплюють шкільну культуру.
Модель передбачає, що учні здатні самостійно навчатися, будь це через свій досвід, від інших дітей, — які необ'язково мають бути однолітками, — через спілкування, гру та академічні матеріали.
Як матеріали школа надає книги, комп'ютери, музичні інструменти, кухню, приладдя для мистецтва, іграшки, відкритий простір, екскурсії за межами закладу, а також знання та досвід персоналу.

### Демократія
Кожен член школи, як працівник персоналу, так і учень, має рівний голос на шкільних зборах, де визначаються повсякденні роботи школи.

## Управління школою

### Шкільні збори
Учні та працівники шкільного персоналу вирішують повсякденні справи за допомогою щотижневих шкільних зборів, де кожен має рівний голос. У школі діє верховенство права, а учні дотримуються належної правової процедури.

### Судовий комітет
Шкільні збори уповноважують судовий комітет, який покликаний розслідувати позови про порушення правил. Комітет складається з 4 осіб різного віку, серед яких один співробітник. Більшістю голосів СК приймає рішення про відповідний курс дій, щоб вирішити проблему на користь усіх. Міжособистісні сутички зазвичай вирішують медіацією.

## Вступ до школи
Учнів беруть до школи, якщо вони, їхні сім'ї та приймальна комісія вірять, що дитина у школі процвітатиме. Також, школа впускає будь-кого незалежно від соціально-економічного статусу, раси, етнічної належности, сексуальної орієнтації чи будь-яких інших ознак.

## Історія
Школа села Три річки була відкрита восени 2013 року на вулиці 4721 Stanton Avenue району Stanton Heights у Піттсбурзі, штат Пенсильванія. Школу заснувала група батьків і вчителів, серед якої Еван Мелорі і Джин Марі Пірс, що надихнулися Серклівською школою, школою Долини Садбері та Вільною школою Олбані у штаті Нью-Йорк.
Після двох років роботи, школа переїхала в 2015 році зі своєї початкової локації на Стентон-Гайтс до колишньої будівлі школи Святого Стефана на 134 East Elizabeth Street в районі Гейзелвуд, Піттсбург, штат Пенсильванія.